# Julia Brownley
Julia Andrews Brownley (ur. 28 sierpnia 1952 w Aiken) – amerykańska polityczka, członkini Partii Demokratycznej.

## Działalność polityczna
Od 2008 zasiadała w Zgromadzeniu Stanowym Kalifornii. Następnie od 3 stycznia 2013 jest przedstawicielką 26. okręgu wyborczego w stanie Kalifornia w Izbie Reprezentantów Stanów Zjednoczonych.